# Фредерик Великобританский
Принц Фредерик (англ. Prince Frederick of Great Britain, Фредерик Уильям, 13 мая 1750 – 29 декабря 1765) — член Британской королевской семьи, внук короля Георга II и младший брат Георга III.

Личный герб

## Жизнь

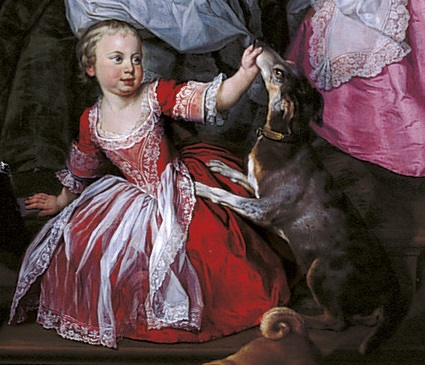
Принц Фредерик в 1751 году

Фредерик родился 13 мая 1750 года в Лестер-хаусе, Вестминстер, Лондон. Отец — Фредерик, принц Уэльский, старший сын короля Георга II и Каролины Бранденбург-Ансбахской. Мать — принцесса Уэльская Августа Саксен-Готская.
Фредерик был крещён через четыре дня епископом Оксфордским, Томасом Секкером. Крёстными были его брат Георг III, дядя по материнской линии Вильгельм Саксен-Гота-Альтенбургский, а также сестра Августа Великобританская.
Молодой принц умер 29 декабря 1765 года в Лестер-хаусе.

## Титулы и герб

### Титулы
- 13 мая 1750 – 29 декабря 1765: Его Королевское Высочество (англ. His Royal Highness) принц Фредерик[2].

### Герб
Посмертно Фредерику был предоставлен британский королевский герб Ганноверской династии с серебряным титлом с пятью зубцами (центральный зубец обременён лазоревой лилией, остальные — червлёной розой.